# Dubravka Ugrešić
Dubravka Ugrešić (Kutina, 27 de março de 1949 – Amesterdão, 17 de março de 2023) foi uma escritora nascida na ex-Jugoslávia.

## Carreira
Ugrešić tem sido reconhecida pela sua obra focada no exílio e na Europa após a queda do Muro de Berlim. Recusou identificar-se como croata e viveu radicada em Amesterdão desde 1996.
Publicou vários trabalhos de ficção e ensaios. Entre outros reconhecimentos, recebeu o Prémio Literário Internacional Neustadt em 2016, o prémio do estado austríaco para a literatura europeia em 1998. Também foi finalista do Man Booker Prize International em 2009.
Ugrešić morreu em 17 de março de 2023, aos 73 anos, em Amesterdão.